# عودة جنيفا (فلم)
عودة جنيفا (بالإنجليزية: The Return of Jenifa) هو فيلم درامي كوميدي نيجيري صدرَ عام 2011 من إنتاج فونكي أكينديلي.

## طاقم التمثيل
- فونكي أكينديلي
- إنيولا بادموس
- نيتو سي
- دينريل إيدون
- كافي
- عنتر لانيان
- أوماوامي ميغبيل
- رونكي أوجو
- ساشا ب
- هيلين باول
- ينكا كوادري
- روكس ساندا
- بانكي
- ويزكيد
- دي جي زيز